# Libris (boekhandel)
Libris is een samenwerking van zelfstandige ondernemers van boekhandels. Ze is opgericht in 1982 als antwoord op het ontstaan van ketens als AKO en Bruna. 
Bij de organisatie waren in 2009 ruim 100 boekhandels aangesloten met een gezamenlijke omzet van 125 miljoen euro.
Libris is onderdeel van Intres. Intres is in de markten sport, mode, media en wonen een van de grootste non-food retailbedrijven van Nederland. De aangesloten ondernemers vertegenwoordigen ruim 2 miljard euro consumentenomzet. Bekende formules binnen Intres zijn naast Libris, Intersport,  Livera en Morgana.
Het samenwerkingsverband was in 2009, met een marktaandeel van 18%, marktleider binnen de sector van het algemene boek. De aangesloten boekhandels zijn niet eenvormig maar kennen ieder hun eigen uitstraling. Naast de fysieke boekhandels is er ook een verkoopkanaal op internet, daar kan besteld worden voor zowel thuisbezorgen als ophalen in de gewenste boekhandel. Hierbij wordt gebruikgemaakt het Centraal Boekhuis.
Libris is sponsor van de Libris Literatuur Prijs.